# 하가구
하가구(何家駒, 1948년 3월 14일~2015년 1월 27일)은 영국령 홍콩의 배우, 영화 배우, 영화 프로듀서이다.